# Уральский государственный экономический университет
Ура́льский госуда́рственный экономи́ческий университе́т (УрГЭУ) — федеральное государственное бюджетное образовательное учреждение высшего образования, расположенное в городе Екатеринбурге, которое готовит экономистов различного профиля, технологов, юристов и специалистов в области государственного и муниципального управления.

## История

### Дооктябрьской революции
В середине XIX века у Екатеринбургского духовного училища, основанного в 1836 году, возникла потребность в более вместительном здании (см. Здание бывшего Екатеринбургского духовного училища). В 1841 году епархия выкупила у купца Ф. И. Коробкова просторный двухэтажный кирпичный дом по улице Уктусской 62-186 (ныне ул. 8 Марта, 62), по архитектуре — типичный образец усадьбы периода классицизма, построенной в Екатеринбурге М. П. Малаховым. Затем по поручению Пермской консистории, архитекторы Э. Х. Сорториус и В. Гуляев выполнили проект перестройки дома, поскольку в изначальном виде он не мог удовлетворять потребностям духовного училища. Архитектура нового здания, представляла образец стиля позднего, так называемого «безордерного» классицизма.
Долгое время одной из проблем Духовного училища было отсутствие домовой церкви. Деньги для постройки храма при училище пожертвовал купец В. С. Клушинин. Домовая церковь была выстроена на втором и третьем этажах здания, в углу северо-восточной части корпуса. 14 октября 1858 г. епископ Екатеринбургский Иона (Капустин), викарий Пермской епархии, освятил церковь в честь иконы Божией Матери Казанской, где богослужения совершали священники из преподавательской корпорации. В 1859 году над храмом была сооружена деревянная колокольня с 7 колоколами.
В 1903 г. к длинной стороне учебного корпуса пристроили новое трёхэтажное здание. Фасадные решения новой и старой части здания получили единую трактовку. Авторами проекта перестройки учебного корпуса и дворового флигеля были находившиеся тогда на должности архитектора техники Куроедов и М. Л. Бяллозор. Архитектуру здания училища теперь определяли принципы «кирпичного» стиля.
В 1916 году Указом Синода официально была открыта Екатеринбургская Духовная семинария, которая продолжала заниматься в том же здании Духовного училища. Уникальность здания заключается и в том, что духовное училище было первым в Екатеринбурге образовательным учреждением, соответственно, его открытие положило начало образовательной деятельности на Урале. Училище окончили известные писатели и учёные, среди которых профессор Петербургского университета и изобретатель в области радиосвязи Александр Попов, писатели Дмитрий Мамин-Сибиряк и Павел Бажов, известный историк русской церкви Антон Карташёв и другие.

### Советский период
В ноябре 1919 года, после восстановления советской власти, храм был закрыт. Духовное училище также было закрыто, а в его здании разместился только что открытый Уральский университет. В годы войны в нём размещалось военное промышленное предприятие, после чего оно снова было занято университетом.
В первой половине 1930-х годов здание было решено перестроить, стилистически объединив и надстроив 3 этажа.
В 1960-е годы, начались преобразования в народном хозяйстве, и Советскому Союзу потребовались экономисты с высшим образованием, поэтому остро встал вопрос об открытии экономических вузов. В здании бывшего духовного училища начал работать филиал Московского института народного хозяйства имени Плеханова.
10 октября 1967 года на базе экономического факультета Уральского государственного университета им. А. М. Горького и свердловского филиала Московского института народного хозяйства (Российская экономическая академия им. Г. В. Плеханова) был организован Свердловский институт народного хозяйства (СИНХ). В 1981 году справа от старого здания был построен новый 7-этажный корпус СИНХа.

### Современный период
Свердловский институт народного хозяйства был образован 10 сентября 1967 года по распоряжению Совета Министров СССР от 25 августа 1967 года № 2047-р, согласно распоряжению Совета Министров РСФСР от 30 августа 1967 года № 2329-р и приказу Министра высшего и среднего специального образования РСФСР от 2 сентября 1967 года № 401.
24 июля 1992 года СИНХ распоряжением Совета Министров — Правительства РФ № 1367-р был переименован в Уральский институт народного хозяйства (УрИНХ).
Приказом Госкомитета РФ по высшему образованию от 30 июня 1994 года № 633 УрИНХ переименован в Уральский государственный экономический университет (УрГЭУ).

## Доходы
За 2015 год доходы вуза составили 1 млрд руб., из которых государственное финансирование составило 236,2 млн руб.

## Ректоры университета
- 1967—1968 — Готлобер Валентин Михайлович
- 1968—1971 — Понаморёв Леонид Николаевич
- 1971—1982 — Веселов Николай Григорьевич
- 1982—1983 — и. о. Скулкин Михаил Романович
- 1983—2005 — Камышов Валентин Митрофанович
- 2005 — 09.11.2015 — Фёдоров Михаил Васильевич
- 09.11.2015 — 25.11.2015 — и. о. Рогожин Сергей Алексеевич
- 25.11.2015—н. в. — Силин Яков Петрович

## История названий университета
1967—1990 гг. — Свердловский институт народного хозяйства (СИНХ);
1990—1993 гг. — Уральский институт народного хозяйства (УрИНХ);
1993—н. в. — Уральский государственный экономический университет (УрГЭУ).